# エンリケ・ブルゴス
- エンリケ・バーゴス

エンリケ・ブルゴス・アロセメーナ（Enrique Burgos Arosemena, 1990年11月23日 - ）はパナマ共和国・パナマ市出身のプロ野球選手（投手）。右投右打。現在は、フリーエージェント（FA）。
同名の父エンリケも元メジャーリーガーで、こちらは左腕投手である。また、ブルゴス親子はパナマ出身では史上初の親子メジャーリーガーである。
メディアによっては「バーゴス」とも表記される。

## 経歴

### プロ入りとダイヤモンドバックス時代
2007年7月19日にアリゾナ・ダイヤモンドバックスと契約。
2008年に傘下のルーキー級ドミニカン・サマーリーグでプロデビューした。
2012年11月に、母国パナマで行われた第3回WBC予選のパナマ代表に選出された。
2014年10月21日に40人枠に登録された。
2015年4月29日にメジャー初昇格を果たし、同日のコロラド・ロッキーズ戦でメジャーデビュー。この年メジャーでは30試合に登板して2勝2敗2セーブ・2ホールド・防御率4.67・39奪三振の成績を残した。
2016年は43試合に登板して1勝2敗1セーブ・7ホールド・防御率5.66・43奪三振の成績を残した。
2017年5月15日にDFAとなった。

### ブレーブス傘下時代
2017年5月20日に金銭トレードで、アトランタ・ブレーブスへ移籍した。移籍後は傘下のAAA級グウィネット・ブレーブスでプレーしていたが、8月30日にDFAとなり、9月3日にマイナー契約に切り替わった。オフの11月6日にFAとなった。

### タイガース傘下時代
2017年12月5日にデトロイト・タイガースとマイナー契約を結び、2018年のスプリングトレーニングに招待選手として参加することになったが、2018年3月28日に自由契約となった。

### タイガース退団後
2018年7月3日にメキシカンリーグのオアハカ・ウォーリアーズと契約したが、8月15日に自由契約となった。8月17日に同リーグのプエブラ・パロッツと契約した。シーズン終了後に退団。
2019年はアメリカ独立リーグ・アトランティックリーグのロングアイランド・ダックスと契約した。29試合に登板し、4勝2敗13セーブ、防御率2.43の好成績を残し、7月19日にメキシカンリーグのユカタン・ライオンズに金銭トレードで移籍した。
2022年7月13日にユカタン・ライオンズを自由契約となり退団。
2023年1月4日にシアトル・マリナーズとマイナー契約を結んだが、AAA級ジャクソンビル・ジャンボシュリンプで3試合に登板して防御率16.20に終わり、4月23日に自由契約となった。

## 詳細情報

### 年度別投手成績
| 年 度    | 球 団    | 登 板 | 先 発 | 完 投 | 完 封 | 無 四 球 | 勝 利 | 敗 戦 | セ 丨 ブ | ホ 丨 ル ド | 勝 率 | 打 者 | 投 球 回 | 被 安 打 | 被 本 塁 打 | 与 四 球 | 敬 遠 | 与 死 球 | 奪 三 振 | 暴 投 | ボ 丨 ク | 失 点 | 自 責 点 | 防 御 率 | W H I P |
| -------- | -------- | ----- | ----- | ----- | ----- | -------- | ----- | ----- | -------- | ----------- | ----- | ----- | -------- | -------- | ----------- | -------- | ----- | -------- | -------- | ----- | -------- | ----- | -------- | -------- | ------- |
| 2015     | ARI      | 30    | 0     | 0     | 0     | 0        | 2     | 2     | 2        | 2           | .500  | 121   | 27.0     | 27       | 2           | 15       | 0     | 0        | 39       | 6     | 0        | 15    | 14       | 4.67     | 1.56    |
| 2016     | ARI      | 43    | 0     | 0     | 0     | 0        | 1     | 2     | 1        | 7           | .333  | 178   | 41.1     | 38       | 5           | 23       | 5     | 1        | 43       | 5     | 1        | 27    | 26       | 5.66     | 1.48    |
| MLB：2年 | MLB：2年 | 73    | 0     | 0     | 0     | 0        | 3     | 4     | 3        | 9           | .429  | 299   | 68.1     | 65       | 7           | 38       | 5     | 1        | 82       | 11    | 1        | 42    | 40       | 5.27     | 1.51    |

- 2021年度シーズン終了時

### 背番号
- 36（2015年 - 2016年）

### 代表歴
- 2013 ワールド・ベースボール・クラシック・パナマ代表